# Markvippach
Markvippach est une commune allemande de l'arrondissement de Sömmerda, Land de Thuringe.

## Géographie
Markvippach se situe sur la Vippach dans le bassin de Thuringe, le quartier de Bachstedt, au sud-est, se trouve contre l'Ettersberg.
|          | Schloßvippach | Sprötau           |
| Eckstedt | Markvippach   | Vippachedelhausen |
|          | Ollendorf     | Ballstedt         |

## Histoire
Markvippach est mentionné pour la première fois en 802. Son nom viendrait de Sainte Marguerite.
Le village se développe en une partie haute et une partie basse. Il est temporairement le siège des seigneurs de Schloßvippach ; de plus, la maison de Vitzthum d'Eckstedt a un manoir. Les deux domaines seront réunis.
Pendant la Seconde Guerre mondiale, 95 femmes et hommes de Pologne, de Russie, d'Ukraine et de Yougoslavie sont contraints à des travaux agricoles.
En juillet 1945, Markvippach fait partie de la zone d'occupation soviétique. Le château de 1812 accueille des réfugiés. Sur ordre de l'administration militaire soviétique, il est démoli. Le Wasserburg est transformé en écuries par le LPG. Après la réunification, il est rénové.

## Source de la traduction
- (de) Cet article est partiellement ou en totalité issu de l’article de Wikipédia en allemand intitulé « Markvippach » (voir la liste des auteurs).